# Artur Bergholc
Artur Bergholc (ur. 1901, zm. 1957) – polski duchowny i przywódca zielonoświątkowy, w okresie II Rzeczypospolitej zwierzchnik Związku Zborów Chrześcijan Wiary Ewangelicznej w Polsce.

## Życiorys
Studiował w Hampstead Bible School w Londynie. W 1929 został wybrany prezesem największego zielonoświątkowego związku religijnego na ziemiach polskich pn. Związek Zborów Chrześcijan Wiary Ewangelicznej i funkcję tę pełnił do 1939. Mieszkał w Łodzi. Był wydawcą i redaktorem naczelnym zielonoświątkowego czasopisma „Przystęp” (1936-1939). Po II wojnie światowej działał w Niemczech. Od 1952 mieszkał w USA.